# روبنز خوزيو دا كوستا
روبنز خوزيو دا كوستا (بالبرتغالية: Rubens Josué da Costa‏) مواليد 24 نوفمبر 1928 في ساو باولو - الوفاة 31 مايو 1987 في ريو دي جانيرو، كان لاعب كرة قدم برازيلي كان يلعب في مركز الهجوم. سبق له أن لعب في كأس العالم لكرة القدم مع منتخب بلاده في مونديال 1954.

## المسيرة الاحترافية

### أندية لعب لها
- جمعية بورتوغيزا الرياضية
- نادي فلامنغو
- نادي فاسكو دا غاما[4]

## روابط خارجية
- روبنز خوزيو دا كوستا على موقع الاتحاد الدولي (مؤرشف)  (الإنجليزية)
- روبنز خوزيو دا كوستا على موقع قاعدة بيانات كرة القدم.إي يو (الإنجليزية)
- روبنز خوزيو دا كوستا على موقع ناشيونال فوتبول تيمز (الإنجليزية)
- روبنز خوزيو دا كوستا على موقع Soccerway.com (الإنجليزية)
- روبنز خوزيو دا كوستا على موقع عالم كرة القدم.نت (الإنجليزية)